# Wanda Gág
Wanda Hazel Gág (New Ulm, Minnesota, 11 de Março de 1893 – Nova Iorque, 27 de Junho de 1946) foi uma desenhista, autora e artista norte-americana, de livros infantis.

## Carreira
Ela é mais conhecida por escrever e ilustrar o livro infantil Millions of Cats, o mais antigo livro ilustrado americano ainda impresso. Gág também foi um notável gravadora, recebendo reconhecimento e prêmios internacionais. Growing Pains, um livro de trechos dos diários de sua adolescência e juventude, recebeu ampla aclamação da crítica. Dois de seus livros foram premiados com Newbery Honors e dois receberam Caldecott Honors.

## Obras

### Romances
- The ABC Bunny, 1933
- The Day of Doom de Michael Wigglesworth; ilustrado por Wanda Gág, 1929
- The Funny Thing, 1929
- Gone is Gone; or, the Story of a Man Who Wanted to Do Housework, 1935
- Growing Pains: Ilustrações e diários entre 1908 - 1917
- Millions of Cats, 1928
- More Tales from Grimm, 1947
- Nothing At All, 1941
- Snippy and Snappy, 1931
- Snow White and the Seven Dwarfs (Branca de Neve e os Sete Anões), 1938
- Tales from Grimm, 1936
- Three Gay Tales from Grimm, 1943
- Wanda Gag’s Storybook (inclui Millions of Cats, The Funny Thing, e Snippy and Snappy), 1932

### Ilustrações
- Airtight Stove, 1933
- Backyard Corner, 1930
- Barnes At Glen Gardner, 1941 - 1943
- Behind the House, 1929
- Evening, 1928
- Fairy Story, 1937
- Fireplace, 1930
- The Forge, 1932
- Gourds at Tumble Timbers, c. 1928
- Interior, 1935
- Kitchen Corner, c. 1929
- Lamplight, 1929
- Lantern and Fireplace, 1931 - 1932
- Macy's Stairway, 1940 - 1941
- Pie and Flowers, c. 1928
- Spring in the Garden, 1927
- Snowy Fields, 1932
- Spinning Wheel, 1927
- Pipe and Flowers, 1926
- Ploughed Fields, 1936
- Whodunit, 1944
- Winter Garden, 1936
- Winter Twilight, 1927